# 田村浩章
田村 浩章（たむら ひろあき、1943年〈昭和18年〉8月24日 - ）は、日本の経営者。やまぐち産業振興財団理事長、元宇部興産（現・UBE）取締役会長。

## 略歴
1943年（昭和18年）8月24日、東京都の目黒海軍病院で軍医の息子として産まれる。1歳より母方の故郷である熊本県八代市で育つ。熊本県立熊本高等学校、京都大学工学部機械工学科を経て、1966年（昭和41年）に宇部興産（現・UBE）へ入社。なお、同期の入社には、辻卓史（鴻池運輸会長）、前田高行（中東経済研究者）などがいる。1997年（平成9年）に同社取締役建設資材事業本部セメント生産統括部長に就任し、以降、同社常務取締役、同社専務執行役員建設資材カンパニープレジデント、同社取締役（専務待遇）、専務執行役員社長補佐を歴任する。
2005年（平成17年）5月、前任の常見和正より交代し、同社代表取締役社長に就任（宇部興産としては初の建設資材部門出身の社長）、2010年（平成22年）4月に同社取締役会長、2014年6月に同社相談役となる。2013年（平成25年）6月より、中国電力取締役、山口フィナンシャルグループ取締役に就任。

## 主な役職
- 日本フィルハーモニー交響楽団理事
- やまぐち産業振興財団理事長
- 宇部興産学術振興財団代表理事
- 中国電力取締役
- 山口宇部空港利用促進振興会会長
- 山口県経営者協会理事長
- 山口大学後援財団理事長
- 山口フィナンシャルグループ取締役
- 西部石油取締役
- 丸善石油化学取締役
- 中国経済連合会副会長
- 九州経済連合会理事
- 社団法人セメント協会副会長
- 鉱業労働災害防止協会理事